# Scleria mutoensis
Scleria mutoensis är en halvgräsart som beskrevs av Takenoshin Nakai. Scleria mutoensis ingår i släktet Scleria och familjen halvgräs. Inga underarter finns listade i Catalogue of Life.